# クリシュナラージャサーガラ・ダム

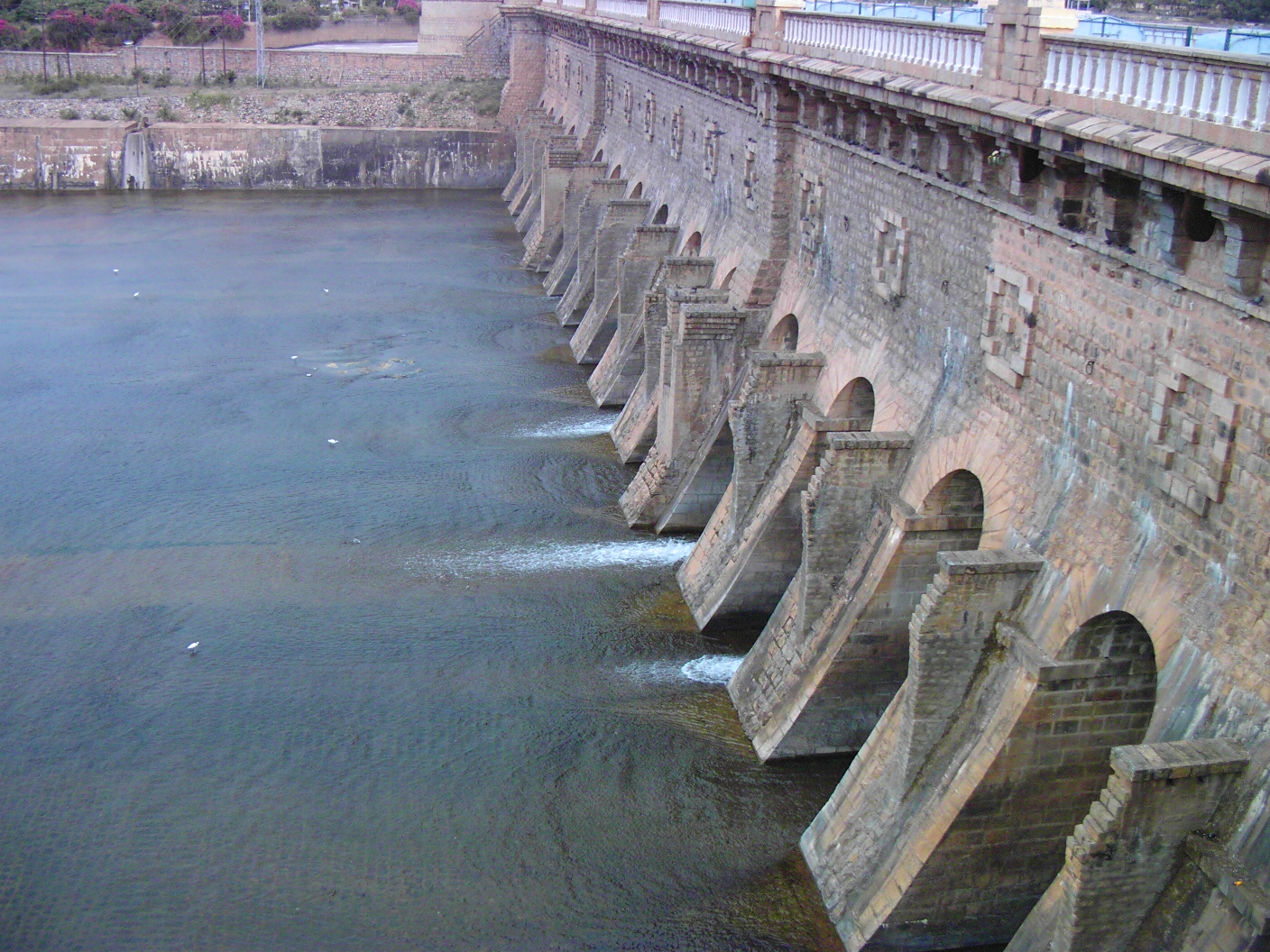
クリシュナラージャサーガラ・ダム

クリシュナラージャサーガラ・ダム（カンナダ語：ಕೃಷ್ಣರಾಜಸಾಗರ, 
Krishnarajasagara Dam）は、インドのカルナータカ州、マンディヤ県のクリシュナラージャサーガラに存在するダム。KRSとも呼ばれる。サーガラとは「貯水池」を意味する。

## 歴史
20世紀初頭、マイソールの統治者クリシュナ・ラージャ4世の大臣モークシャグンダム・ヴィシュヴェーシュヴァライヤは灌漑事業の一環として、マイソール付近、カーヴェーリ川上流部にダムを建設した。このダムは王の名にちなんでクリシュナラージャサーガラ・ダムと名づけられ、クリシュナ・ラージャの貯水池を意味する。
また、この近くにあった町はクリシュナラージャサーガラと呼ばれるようになった。